# Imadol
Imadol – gaun wikas samiti w środkowej części Nepalu w strefie Bagmati w dystrykcie Lalitpur. Według nepalskiego spisu powszechnego z 2001 roku liczył on 2005 gospodarstw domowych i 9615 mieszkańców (4679 kobiet i 4936 mężczyzn).